# Estellacar galactodes
Estellacar galactodes is een tweekleppigensoort uit de familie van de Noetiidae. De wetenschappelijke naam van de soort is voor het eerst geldig gepubliceerd in 1842 door Benson in Cantor.